# 格雷戈·斯圖爾特
格雷戈·斯圖爾特（英語：Greg Stewart；1990年3月17日—）是一位蘇格蘭足球運動員。在場上的位置是前鋒。

## 球會生涯
斯圖爾特在流浪者青訓學院展開足球生涯，13時到轉往哈茨受訓。2007年加入Syngenta業餘隊前，曾在法尔科克和斯特林維奇受訓。
2010年7月，他與蘇甲球會考登比斯簽約加盟，8月7日以2-0不敵罗斯郡的賽事首次上場。11月6日，他取得首顆職業進球，最終以9進球成為球會當該神射手。
2014年4月7日，斯圖爾特與邓迪預簽合約，他與考登比斯合約結束後以自由身轉投邓迪。2014年8月2日對蘇格蘭聯賽盃首次上場，以4-0擊敗彼德赫德並取得入球。2015年1月，他與球會續約至2017年。2015年1月，他在該月打進5球並當選為蘇超當月最佳球員。他並獲提名為2014/15蘇格蘭PFA足球先生的四名侯選人，並在翌年4月當樣再次獲提名。
2016年，他拒絕了邓迪延長合約的合約，並傳出他會轉會至其它蘇超或英冠球會。在2016/17年蘇格蘭聯賽盃的3場比賽，他共打進6球。2016年8月12日，斯圖爾特與英冠球會伯明翰簽下3年合約，轉會費未有透露，但據鄧迪電訊報，初始轉會費約£500,000，並可漲至1百萬鎊。8月16日，他首次代表伯明翰上場對威根竞技，以1-1戰平。

## 外部連結
- Soccerway資料庫：格雷戈·斯圖爾特
- 足球数据库：格雷戈·斯圖爾特的球员统计数据